# Сарганові
Сарганові (Belonidae) — родина риб ряду сарганоподібні.

## Опис
Мають довге й тонке тіло, покрите дуже дрібною лускою, а потужні витягнуті щелепи, з гострими кликовидними зубами, добре відрізняють їх від споріднених родин — напіврилових, летючих риб, скумбрещукових. У ході індивідуального розвитку мальки деяких сарганів проходять «стадію напіврила», що незаперечно свідчить про систематичну близькість цих риб.

## Поширення та середовище існування
Вони населяють переважно морські, але також солонуваті й прісні води, здебільшого в межах тропічної й субтропічної зон. Деякі морські види живуть, втім, і в помірковано тепловодній області, тоді як прісноводні саргани, яких налічується всього 5 видів, зустрічаються тільки в тропіках: вони відомі з річок Південної Америки (Еквадор, Гвіана, Бразилія), Південно-Східної Азії (від Індії й Цейлону до Індонезії) і Північної Австралії. Два види прісноводних сарганів належать до широко розповсюдженого роду Стронгилура (Strongylura), інші представники якого живуть у морських прибережних водах й іноді заходять в устя рік; інші ставляться до самостійних, але досить близьким по походженню родам.
Морські саргани зустрічаються головним чином поблизу берегів, причому серед них є навіть такі, які живуть тільки в коралових рифах (Tylosurus choram). Сарган чорнохвостий (Strongylura strongylura), звичайний у бухтах і затоках у берегів Південної Азії, під час відпливу може залишатися в осушуваній зоні, зариваючись у м'який мул на глибину біля напівметра. У той же час є й такі види, які далеко йдуть у відкритий океан. До них належить, зокрема, стрічкоподібний сарган (Ablennes hians), досить звичайний в тропічній зоні всього світу.

## Класифікація
У родині сарганових налічується 9 родів і близько 25 видів. 
Саргани — найбільш великі представники роду сарганоподібних риб. Гігантський сарган крокодилячий (Tylosurus crocodilus), розповсюджений у тропічних водах всіх океанів, досягає, наприклад, 150–180 див у довжину. Є, щоправда, і більше дрібні види, розміри яких не перевищують 30-40 див. Саргани звичайно плавають за допомогою хвилеподібних згинань тіла, але здатні й до різких кидків, виконуваним на великій швидкості. При переляку або в погоні за видобутком (всі саргани — хижаки, що харчуються переважно рибою) вони вискакують із води, роблячи більші стрибки. Саргани нерідко викидаються з води й для того, щоб перестрибнути плаваючі на поверхні води перешкоди, до числа яких можуть ставитися й штучні перешкоди, наприклад човна або плоти. У цьому випадку великі саргани можуть становити значну небезпеку для пасажирів. Дійсно, відомі випадки, коли такі стрибки приводили до небезпечних поранень рибалок. Для дайверів являє небезпеку нічна активність сарганових, оскільки їх стрибки провокуються світлом ліхтарів.
Всі саргани належать до числа їстівних риб, хоча в деяких країнах до них є відоме упередження у зв'язку з дивним зеленим фарбуванням їхніх костей. Більша частина сарганів добувається тільки для місцевого споживання у свіжому виді, і лише деякі служать об'єктом спеціального рибальства.
У водах країн колишнього СРСР зустрічаються два види сарганових — сарган звичайний (Belone belone) і сарган далекосхідний (Strongylura anastomella). Звичайний, або атлантичний, сарган розповсюджений у помірковано теплих водах у західних і південних берегів Європи й Північної Африки від Зеленого мису до Ісландії й Норвегії (окремі екземпляри ловилися й північніше — до східного Мурмана й Білого моря). Цей сарган зустрічається також у Балтійськом, Північному, Середземне й Чорному морях. Він досягає довжини близько 90 див; чорноморська форма, щоправда, не виростає до таких розмірів (довжина до 66 див, вага до 300 г). Це стайная хижа риба, основну їжу якої в Чорному морі становлять різні дрібні риби, в основному хамса, слідом за якою саргани входять навесні в Азовське море. Нерест звичайного саргана відбувається в прибережній смузі, а ікринки, постачені клейкими нитками, прикріплюються до водоростей і прибережника. В Азовсько-Черноморському басейні сарган, називаний місцевими жителями «голкою», має деяке господарське значення.
Далекосхідний сарган звичайний у морях, які омивають узбережжя Японії, Кореї й Північного Китаю. У берегів Південного Примор'я зустрічається тільки в літню пору. Цей сарган, що має довжину до 100 см, іноді попадається в ставні неводи в затоці Петра Великого, але по нечисленності не має промислового значення.